# Palais des mariages
Le Palais des mariages ou Palais des rituels (géorgien : რიტუალების სასახლე) est un lieu destiné à célébrer des mariages laïcs, construit à Tbilissi, en Géorgie, commandé en 1979 et achevé en 1984, et conçu par les architectes Victor Djorbenadze (en) et Vazha Orbeladze (en).

## Histoire
L'architecture du bâtiment a notamment été influencée par l'architecture expressionniste des années 20,  l'architecture religieuse médiévale géorgienne, Le Corbusier et le modernisme socialiste.
Margaret Thatcher assiste là à un spectacle de danse géorgienne en 1987 et Ian Gillan, chanteur du groupe Deep Purple, y renouvelle ses vœux à sa femme à la faveur d'une tournée et de 5 concerts dans la ville en mai 1990.
En 2002, l'oligarque Badri Patarkatsichvili, forcé de quitter la Russie, trouve l'asile politique à Tbilissi et achète le palais pour en faire sa résidence personnelle, puis également son quartier général de campagne pour l'élection présidentielle géorgienne de 2008. À partir de 2013, le Palais est loué à une société évènementielle privée et accueille depuis des mariages, des événements de collectes de fonds et des réceptions d'entreprises.